# Meteoroid

Meteoroid

A meteoroid egy viszonylag kicsi (homokszem és szikladarab közötti méretű) szilárd test a Naprendszerben, amely túl kicsi ahhoz, hogy kisbolygónak tekinthessük. Amikor egy bolygó légkörébe lép, a meteoroid a súrlódás hatására felhevül és részben vagy teljesen elpárolog. A meteoroid útján ekkor a gáz ionizálódik és felizzik. Az izzó csóvát meteornak vagy hullócsillagnak nevezzük. Ha a meteoroid bármely darabja eléri a talajt, azt meteoritnak nevezzük.
A Nemzetközi Csillagászati Unió (IAU) definíciója az 1961-ben tartott XI. kongresszuson készült:
"A bolygóközi űrben mozgó szilárd objektum, melynek mérete jelentősen kisebb egy aszteroidánál, de jelentősen nagyobb, mint egy atom vagy molekula."
A műszerek folyamatos fejlődése miatt sokan ezt a definíciót már pontatlannak tartják. A leggyakrabban használt definíciót 1995-ben indítványozták. Ez a meteoroid méretét 100 µm és 10 m között határozza meg, az ennél nagyobb test aszteroida, a kisebb pedig bolygóközi por.